# Conta su di me (singolo)
Conta su di me è un singolo del rapper italiano Salmo, pubblicato il 18 luglio 2025 come terzo estratto dal settimo album in studio Ranch.

## Descrizione
Il brano, scritto dallo stesso rapper, è prodotto da Nicola Lazzarin, in arte Cripo, ed è già uscito in anteprima il 9 maggio 2025 come quattordicesima traccia dell'album Ranch.

## Video musicale
Il video musicale, diretto dagli YouNuts!, duo composto da Antonio Usbergo e Niccolò Celaia, e prodotto da Maestro, è stato pubblicato in anteprima il 9 maggio 2025 attraverso il canale YouTube del rapper.

## Tracce
1. Conta su di me – 2:46

## Classifiche
| Classifica (2025) | Posizione massima |
| ----------------- | ----------------- |
| Italia            | 46                |